# Robert Havemann
Robert Hans Günther Havemann (11. března 1910 Mnichov – 9. dubna 1982 Grünheide) byl německý chemik, známý jako odpůrce nacistického i komunistického režimu.
Doktorát z chemie získal roku 1935 na berlínské Humboldtově univerzitě. Specializoval se na výzkum koloidů a za druhé světové války se podílel na vývoji chemických zbraní, roku 1943 získal profesuru. Byl od mládí přesvědčeným komunistou a zapojil se do odbojové činnosti ve skupinách Neu Beginnen a Rudá kapela, avšak byl prozrazen a v prosinci 1943 odsouzen k smrti. Vzhledem k významu vědcovy činnosti pro válečné úsilí Třetí říše trest nakonec nebyl vykonán a Havemann byl do konce války vězněn v Braniboru.
Po druhé světové válce pracoval ve Společnosti Maxe Plancka, kde se dostal pro své názory do konfliktu s americkými okupačními úřady. V roce 1950 proto odešel do Německé demokratické republiky, stal se členem SED, poslancem Volkskammer a spolupracovníkem KGB. V roce 1953 odsoudil východoněmecké povstání. Obdržel Vlastenecký záslužný řád i Státní cenu.
Po XX. sjezdu KSSS své komunistické přesvědčení opustil. V roce 1963 vyvolala skandál jeho přednáška Naturwissenschaftliche Aspekte philosophischer Probleme, v níž odmítl závislost vědy na vládnoucí ideologii. Byl vyloučen ze strany i z Akademie věd a zbaven možnosti pracovat na univerzitě. V západoněmeckém tisku publikoval řadu článků kritizujících poměry v NDR, v roce 1970 vydal knihu Fragen Antworten Fragen: Aus der Biographie eines deutschen Marxisten. Byl zařazen do programu „Zersetzung“, kterým se Stasi snažila psychicky zlomit přední disidenty. V roce 1976 byl za své kontakty se Západem odsouzen k domácímu vězení. Krátce před svou smrtí v roce 1982 se stal signatářem výzvy Schwerter zu Pflugscharen, požadující stažení sovětských jaderných zbraní z území NDR. 
O jeho odkaz pečuje Společnost Roberta Havemanna, založená v roce 1990. Hans-Dieter Rutsch natočil dokumentární film Nachdenken über Robert Havemann. V Berlíně je po něm pojmenována střední škola Robert-Havemann-Gymnasium. Posmrtně byl jmenován Spravedlivým mezi národy.
Byl synem spisovatele Hanse Havemanna. Byl třikrát ženat a měl pět dětí, syn Florian Havemann je malíř a spisovatel.